# Bithia (sito archeologico)
Bithia era una città situata nell'estremo sud della Sardegna, ubicata nella località di Chia in territorio comunale di Domus de Maria (città metropolitana di Cagliari). La città, di fondazione fenicia, si sviluppa sul promontorio della torre di Chia e alle sue pendici.

## Storia e descrizione
Probabile centro nuragico ed in seguito fenicio (a partire dall'VIII secolo a.C.), la città fu quindi punica e poi romana, e venne abbandonata agli inizi del VII secolo d.C., quando la popolazione si ritirò nei territori interni per sfuggire alle scorribande dei saraceni.

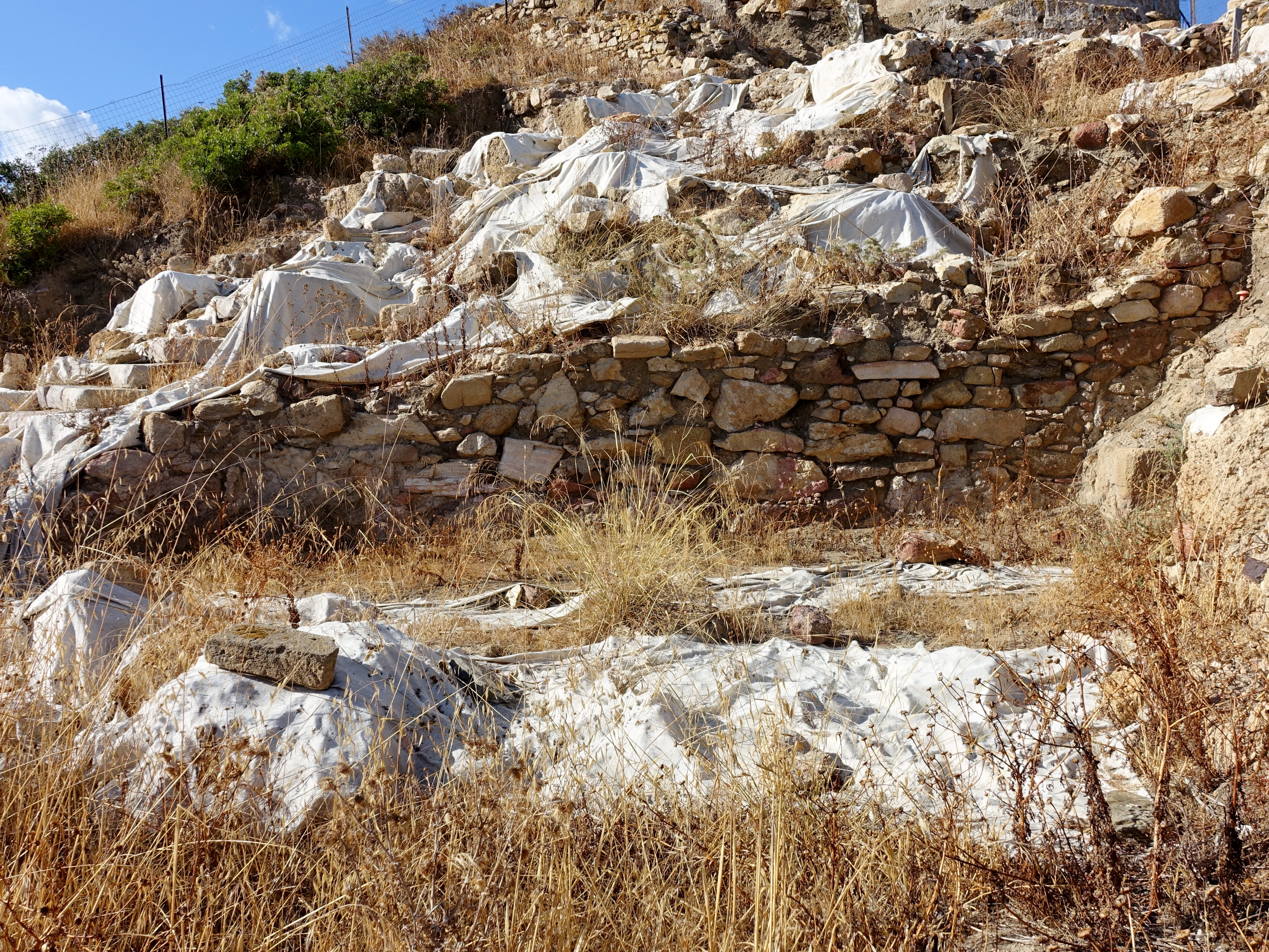
Sito di scavo

Nel 1926, in seguito a forti mareggiate, vennero alla luce numerose sepolture nell'area in corrispondenza dell'attuale spiaggia di Sa Colonia. Successivamente, a partire dagli anni '30, vennero predisposti dall'allora Soprintendente Antonio Taramelli, tre settori di scavo posti in corrispondenza della necropoli, del settore settentrionale del promontorio di Torre Chia e delle pendici nord-occidentali. In quest'ultimo settore fu individuata una struttura templare identificata come tempio di Bes, per via della grande statua in arenaria del dio, oggi conservata al Museo archeologico nazionale di Cagliari. Nei limitati sondaggi posti nel settore settentrionale della collina, fu invece individuata una porzione dell'abitato. Questo settore oggi è oggetto di indagini stratigrafiche, che hanno fornito nuovi e importanti dati sull'articolazione urbanistica della  città antica. 
Sull'isolotto di su Cardolinu, posto di fronte alla costa orientale del promontorio, sono invece visibili i resti di un sacello, di un altare e di un'edicola di tipo punico, individuati negli anni '60 durante una ricerca di superficie coordinata  dal CNR col supporto della Soprintendenza. Sull'isolotto sono state trovate anche urne cinerarie entro cista litica che fanno ipotizzare la presenza di un tophet.

## Galleria d'immagini

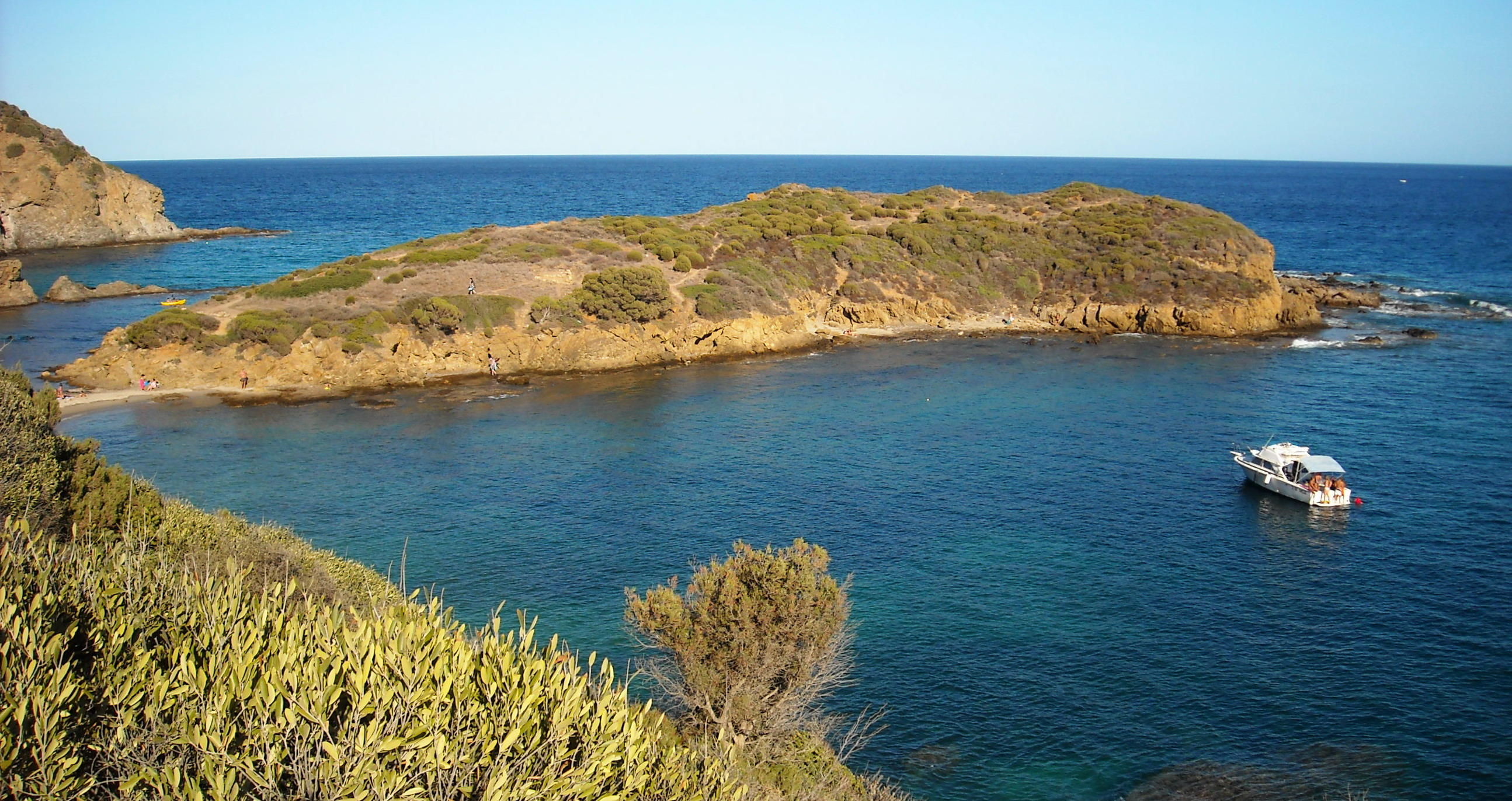
Isolotto di su Cardolinu
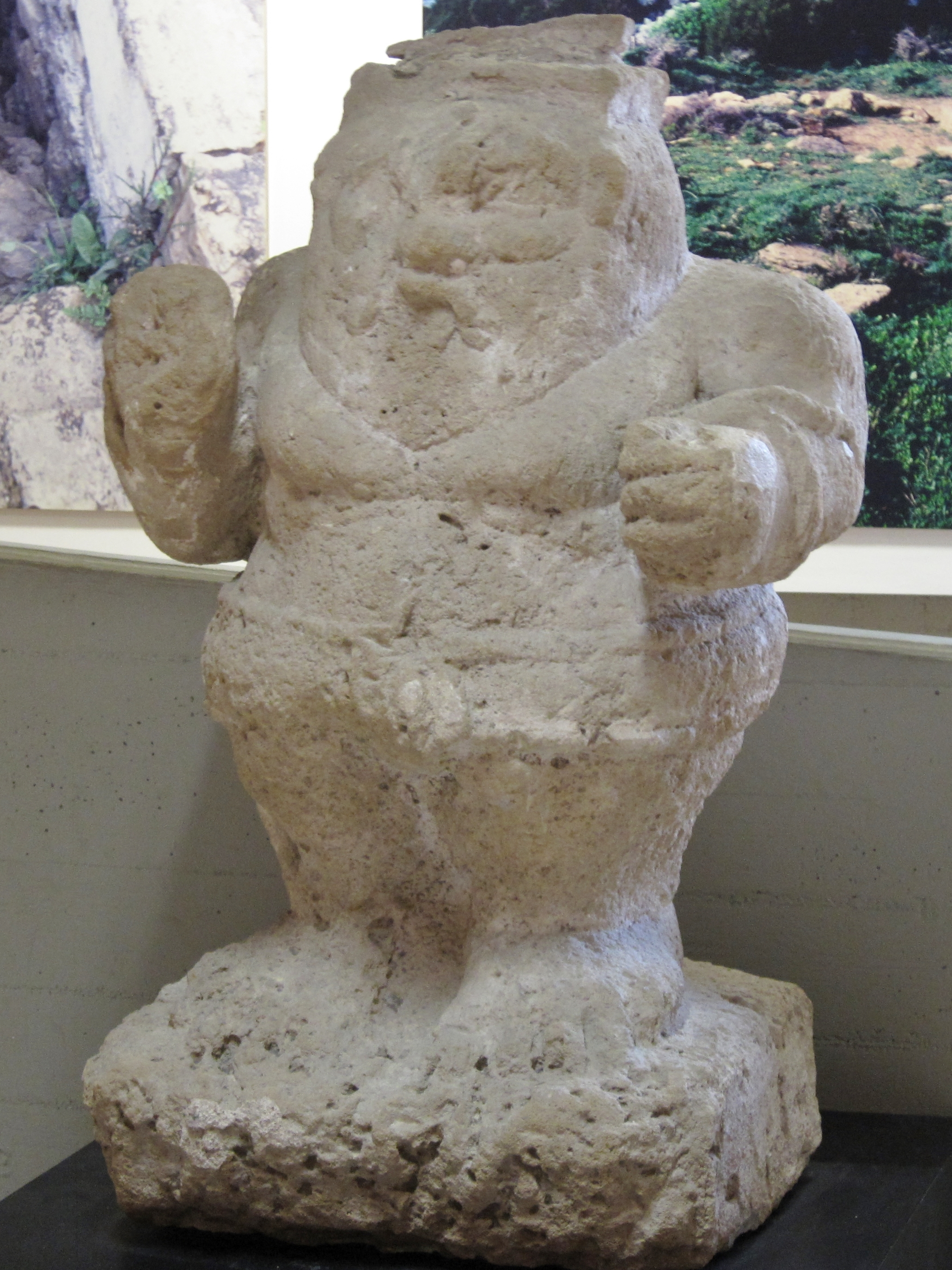
Statua del dio Bes
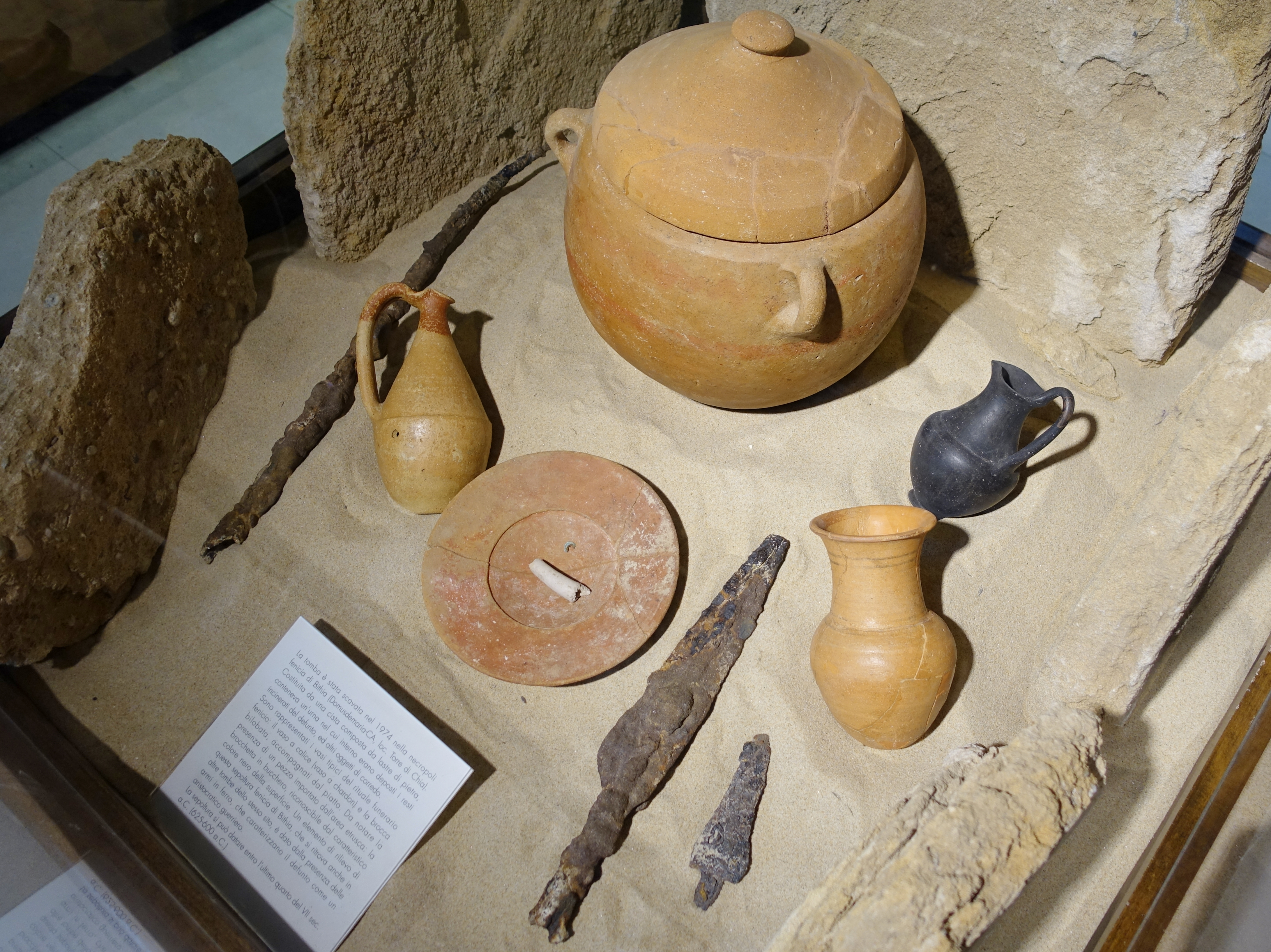
Sepoltura della necropoli di Bithia databile al VII secolo a.C.. Di rilievo la presenza di una brocchetta in bucchero importata dall'area etrusca
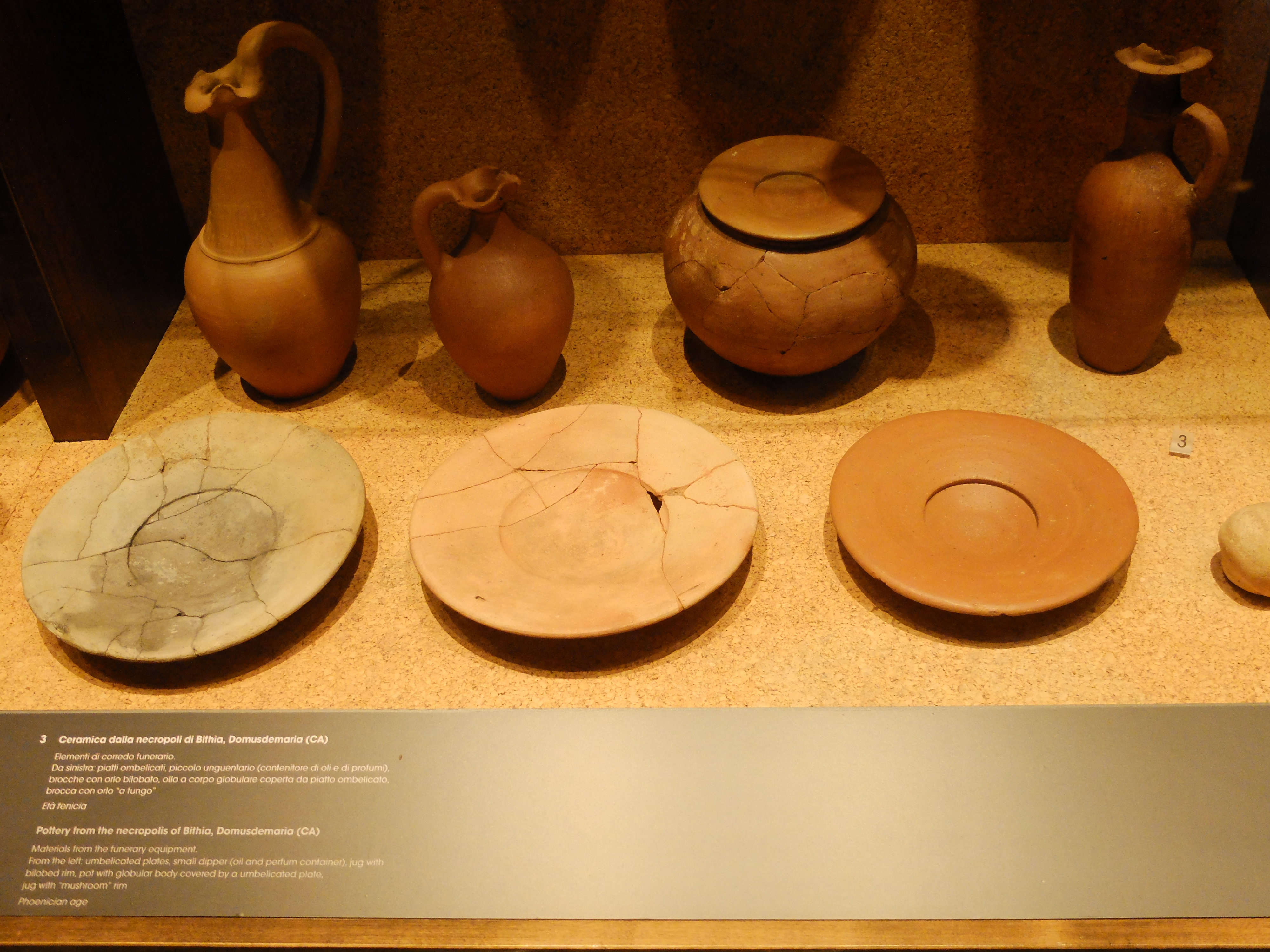